# Bezirk Kuldīga (2009–2021)
Der Bezirk Kuldīga (Kuldīgas novads) war ein Bezirk im Westen von Lettland in der Region Kurzeme, der von 2009 bis 2021 existierte. Der 1757 km² große Bezirk hatte 25.823 Einwohner im Jahr 2014. Bei der Verwaltungsreform 2021 wurde der Bezirk in einen neuen, größeren Bezirk Kuldīga überführt.

## Geographie
Durch das ländlich geprägte Gebiet floss die Venta in nördlicher Richtung sowie deren Nebenfluss Abava in westlicher. Am nördlichen Ende des Bezirks lag der Usma-See.

## Gemeinden
Der Bezirk bestand aus der Stadt und dem Verwaltungszentrum Kuldīga mit 12.034 Einwohnern (1. Juli 2014) und 13 Gemeinden (pagasts)
- Ēdole mit 928 Einwohnern,
- Gudenieki mit 699 Einwohnern,
- Īvande mit 393 Einwohnern,
- Kabile mit 813 Einwohnern,
- Kurmāle mit 2123 Einwohnern,
- Laidi mit 1164 Einwohnern,
- Padure mit 1121 Einwohnern,
- Pelči mit 1080 Einwohnern,
- Renda mit 1055 Einwohnern,
- Rumba mit 1646 Einwohnern,
- Snēpele mit 771 Einwohnern,
- Turlava mit 946 Einwohnern und
- Vārme mit 1050 Einwohnern.

## Historische Kirchen und Herrenhäuser

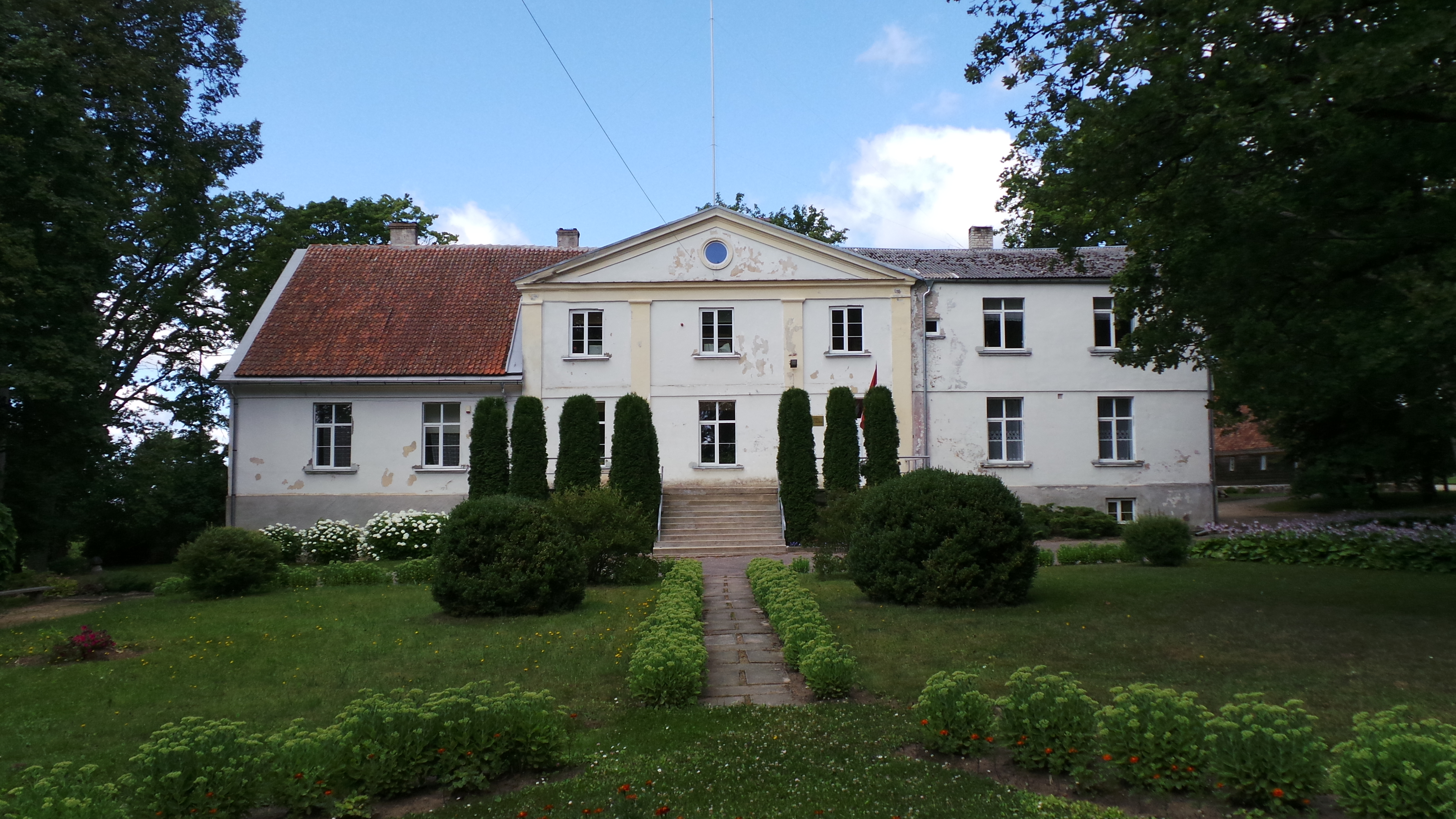
Basi (Gemeinde Gudenieki): Herrenhaus Groß-Buschhof (Birži)
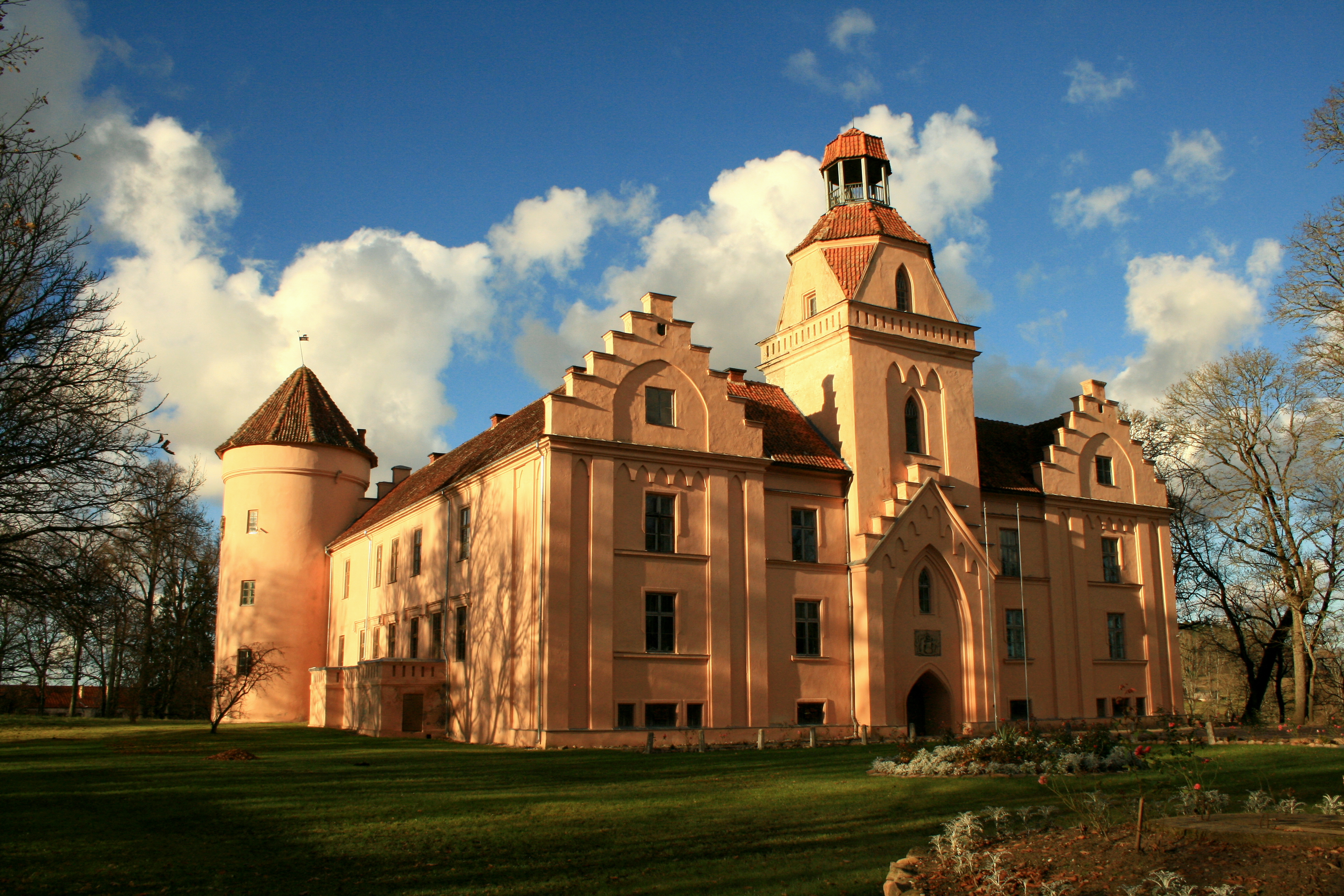
Ēdole: Schloss Edwahlen
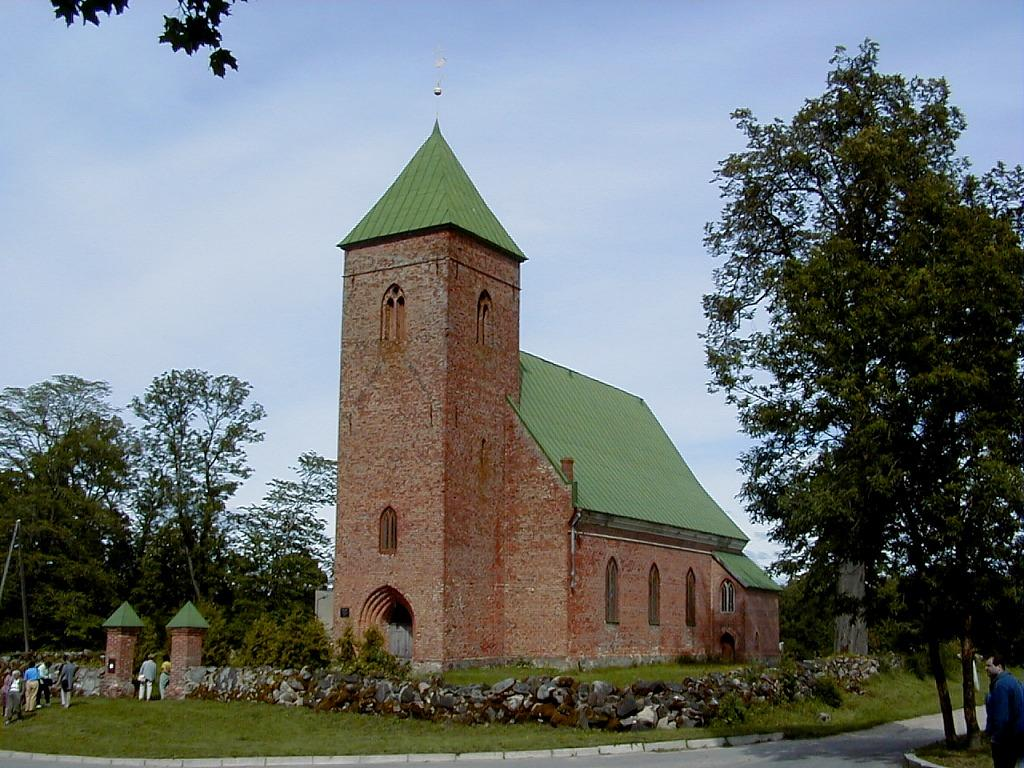
Ēdole: Evangelisch-lutherische Kirche, erbaut im 17. Jahrhundert
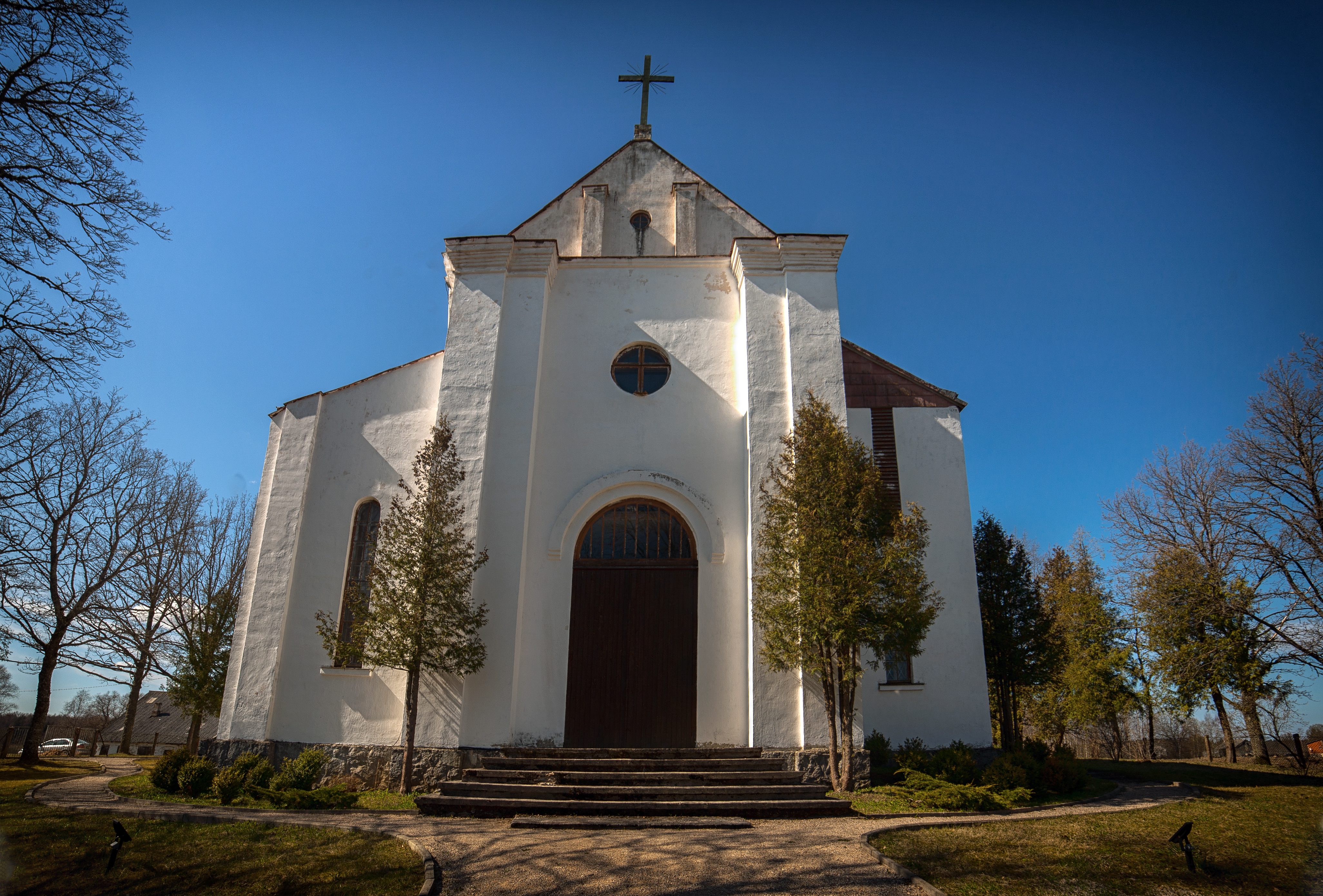
Gudenieki: Römisch-katholische Kirche Johannes des Täufers
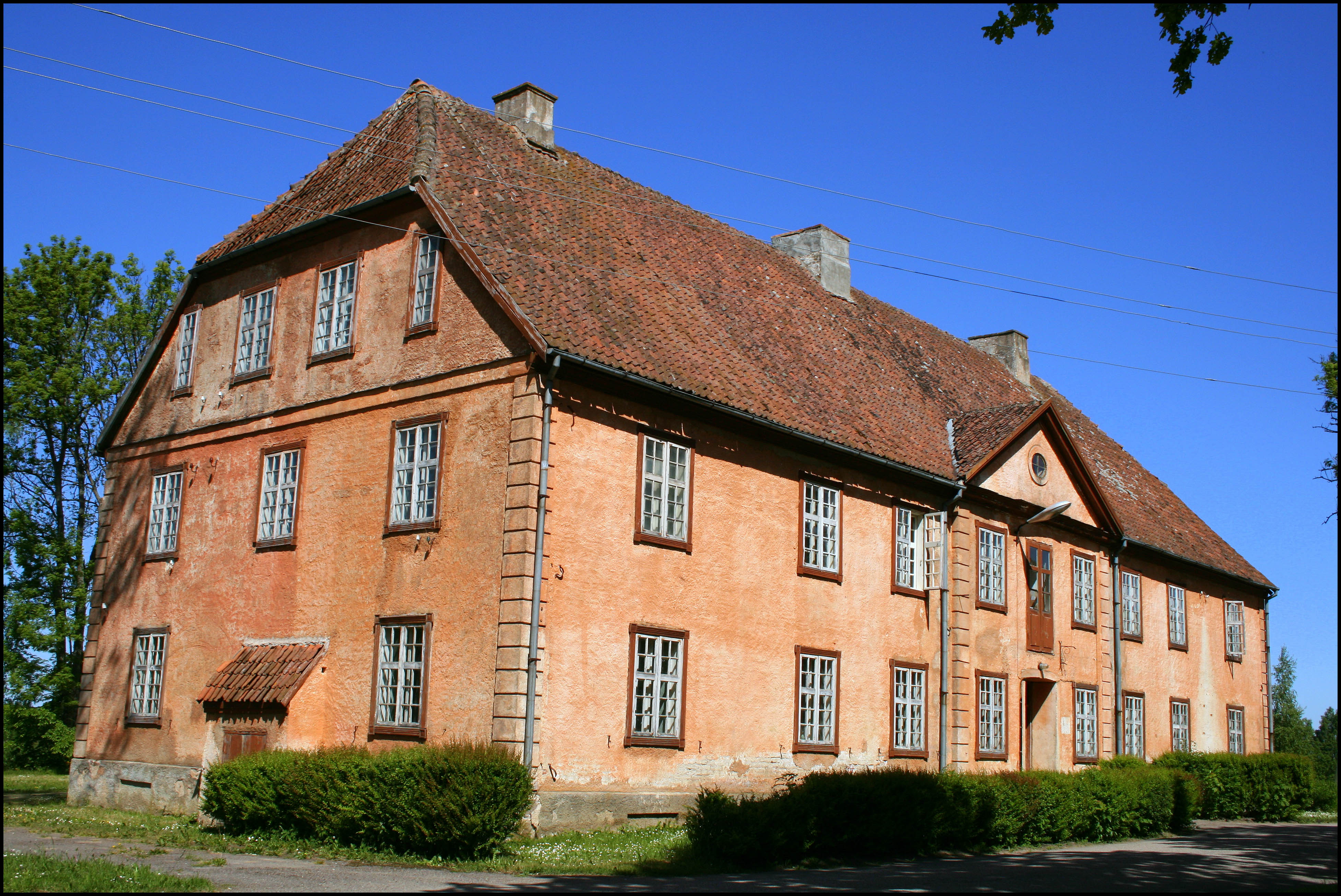
Īvande: Altes Schloss
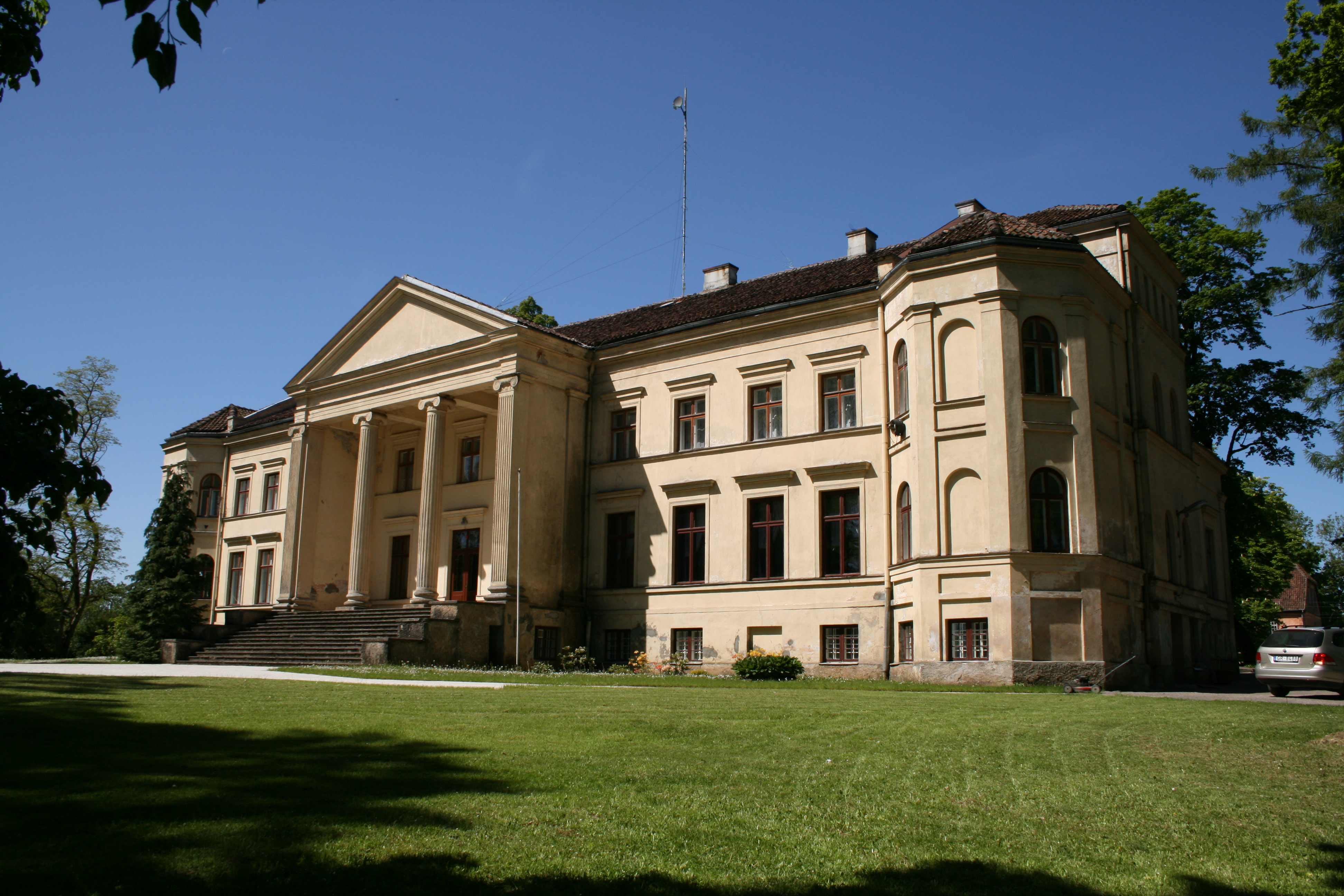
Īvande: Schloss Groß-Iwanden, erbaut um 1860
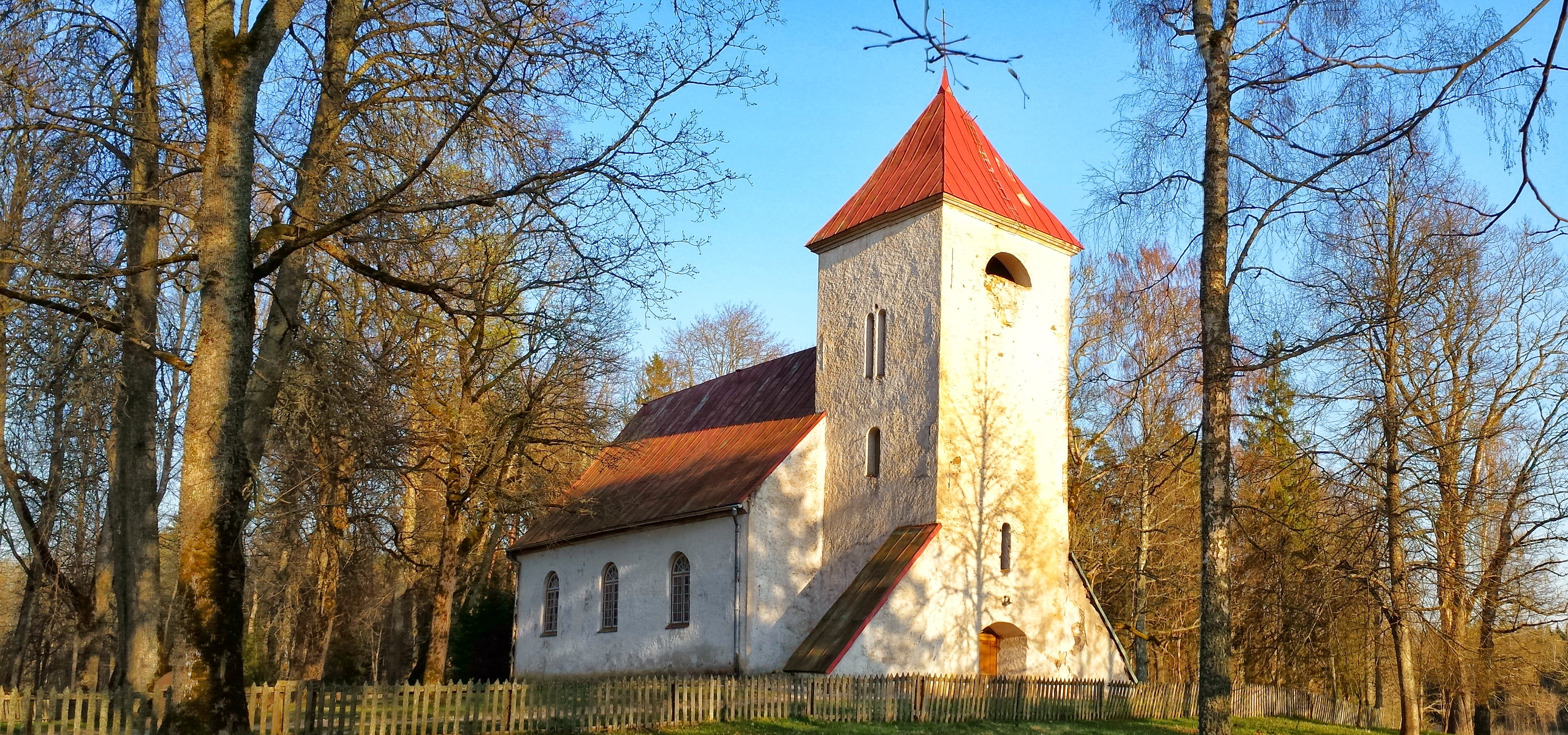
Īvande: Evangelisch-lutherische Kirche, erbaut 1816
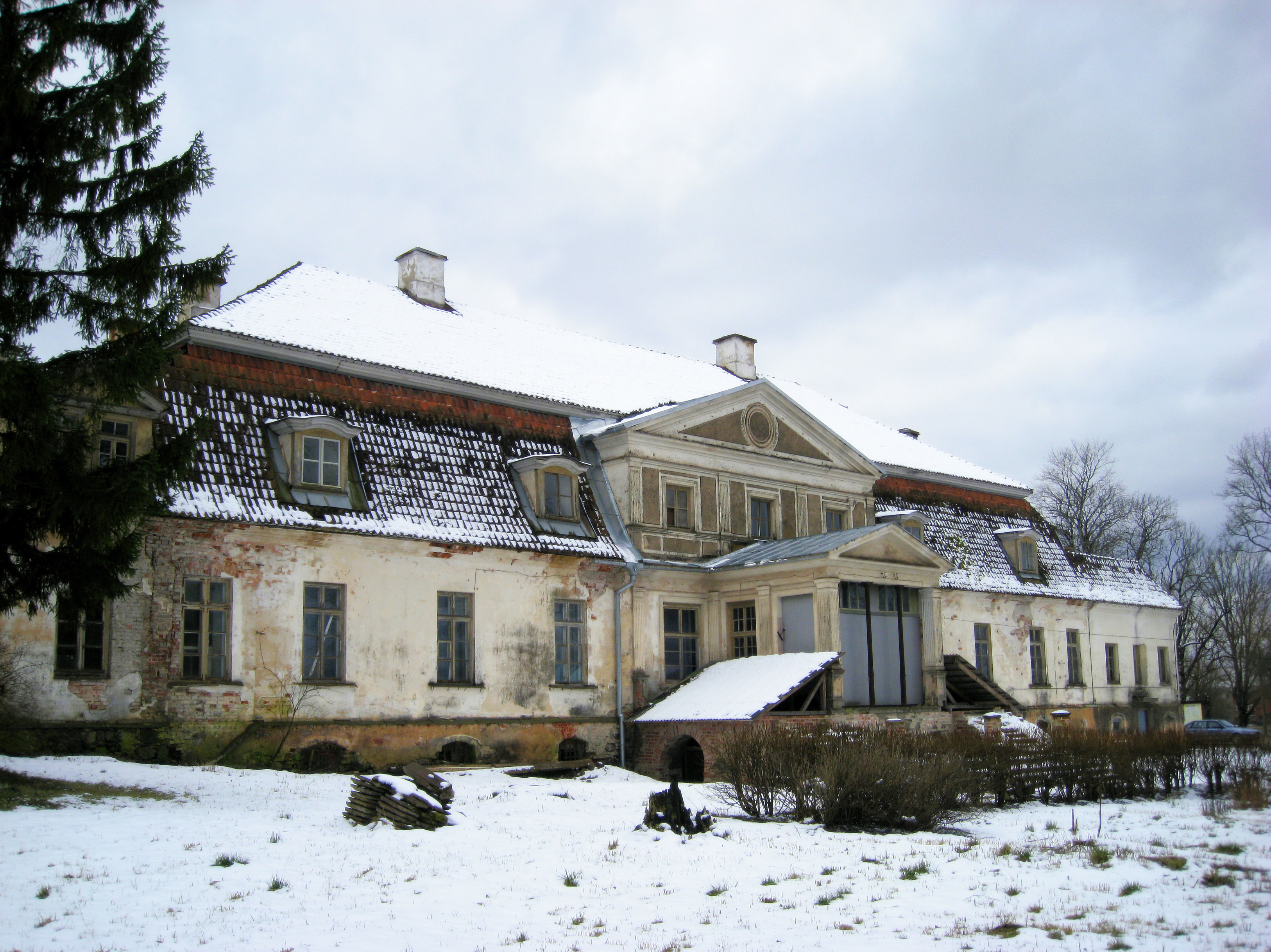
Kabile: Herrenhaus Kabillen, erbaut von 1734 bis 1740
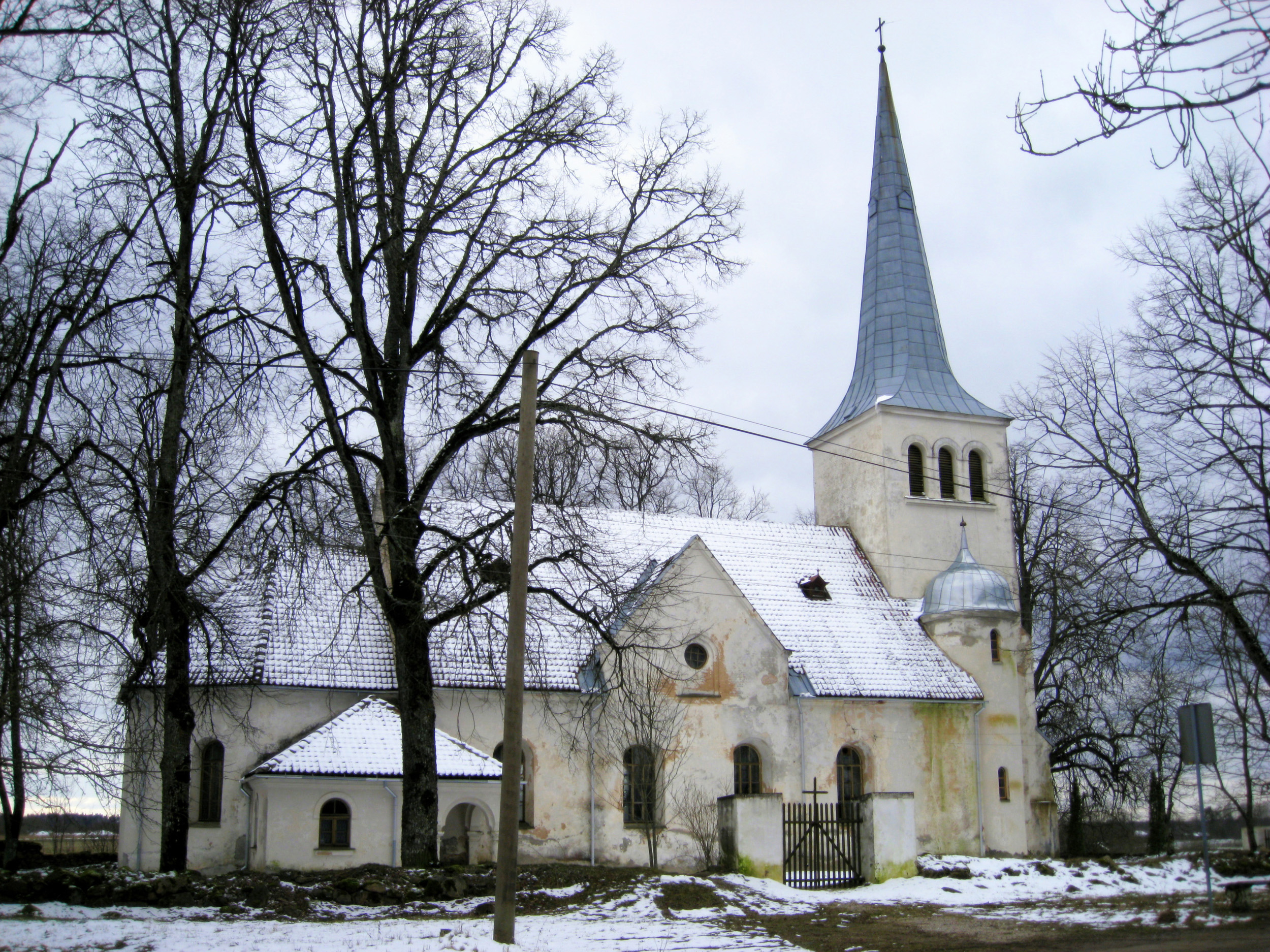
Kabile: Evangelisch-Lutherische Kirche, erbaut 1652
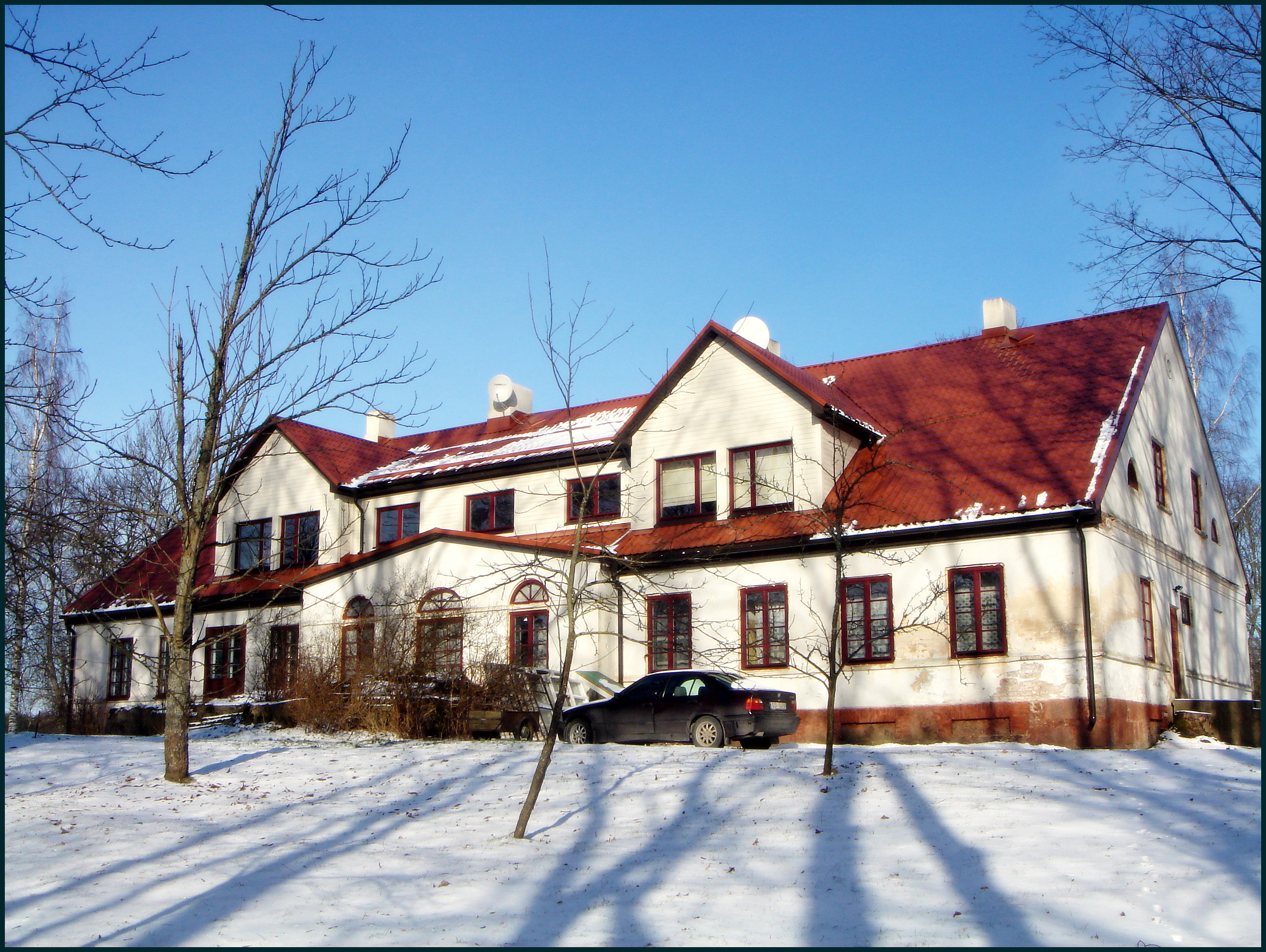
Kalnmuiža (Gemeinde Rumba): Herrenhaus Amt-Goldingen
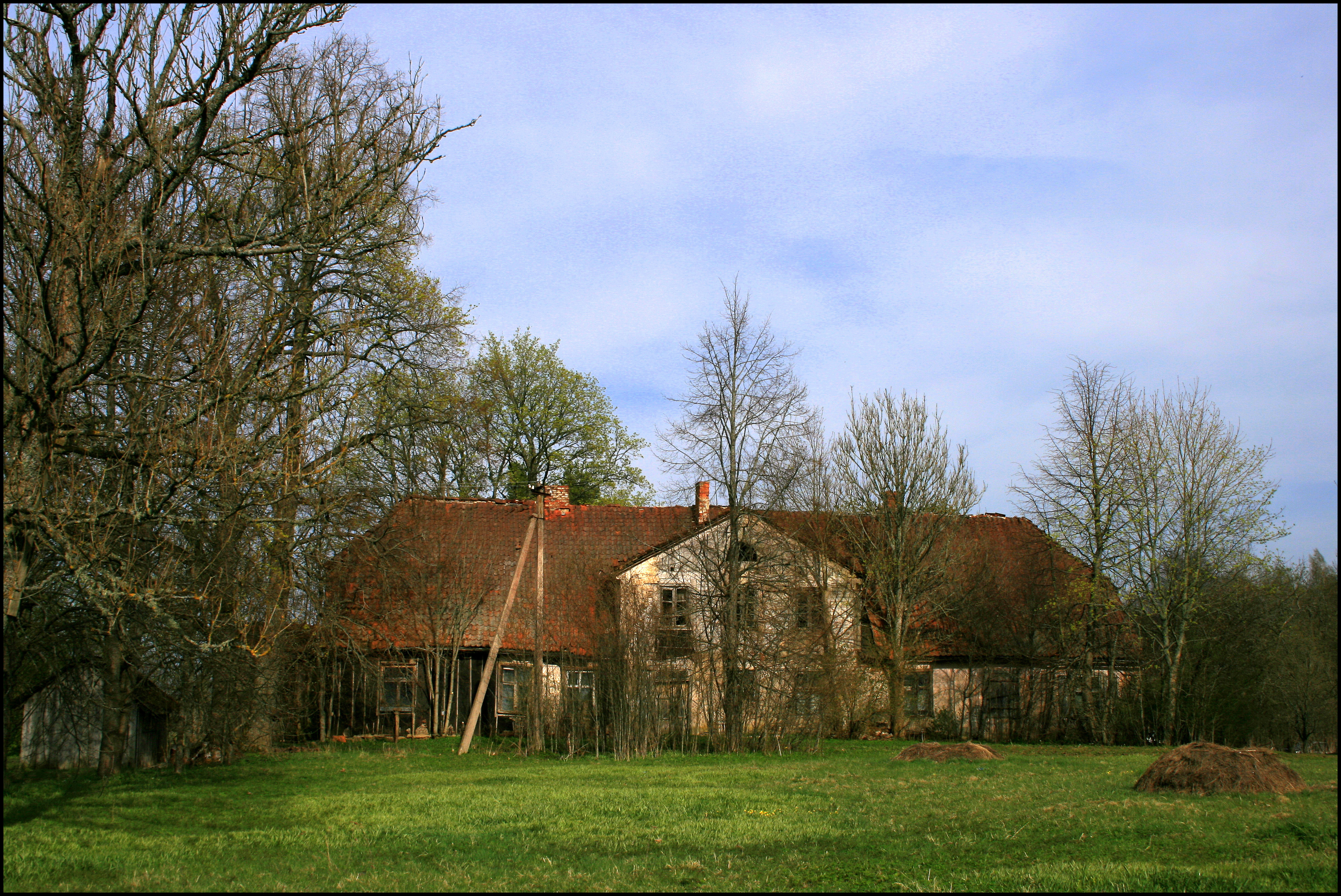
Kaltiķi (Gemeinde Pelči): Herrenhaus Kalticken
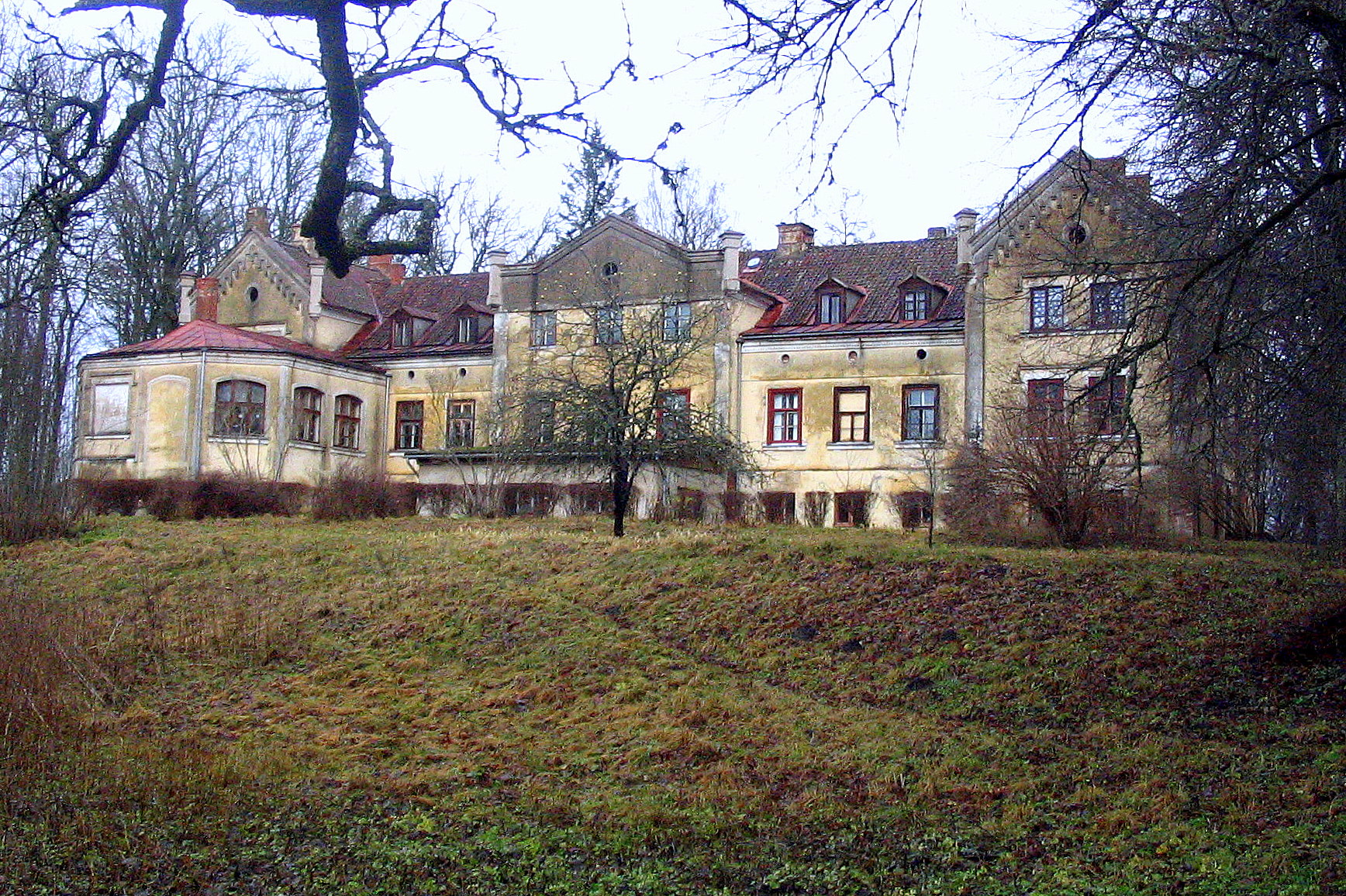
Ķimale (Gemeinde Padure): Herrenhaus Kimahlen
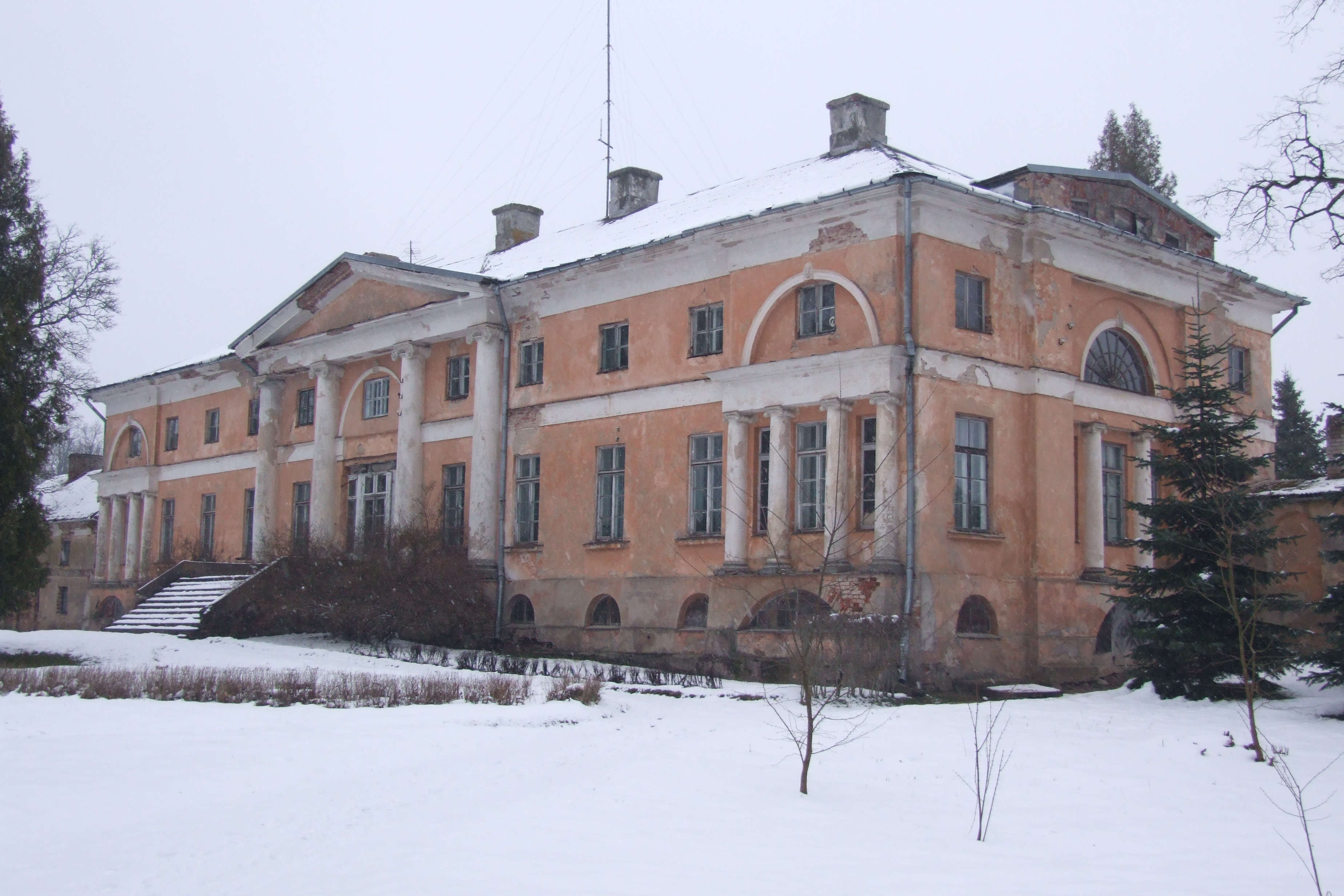
Laidi: Herrenhaus Laiden, erbaut von 1800 bis 1810
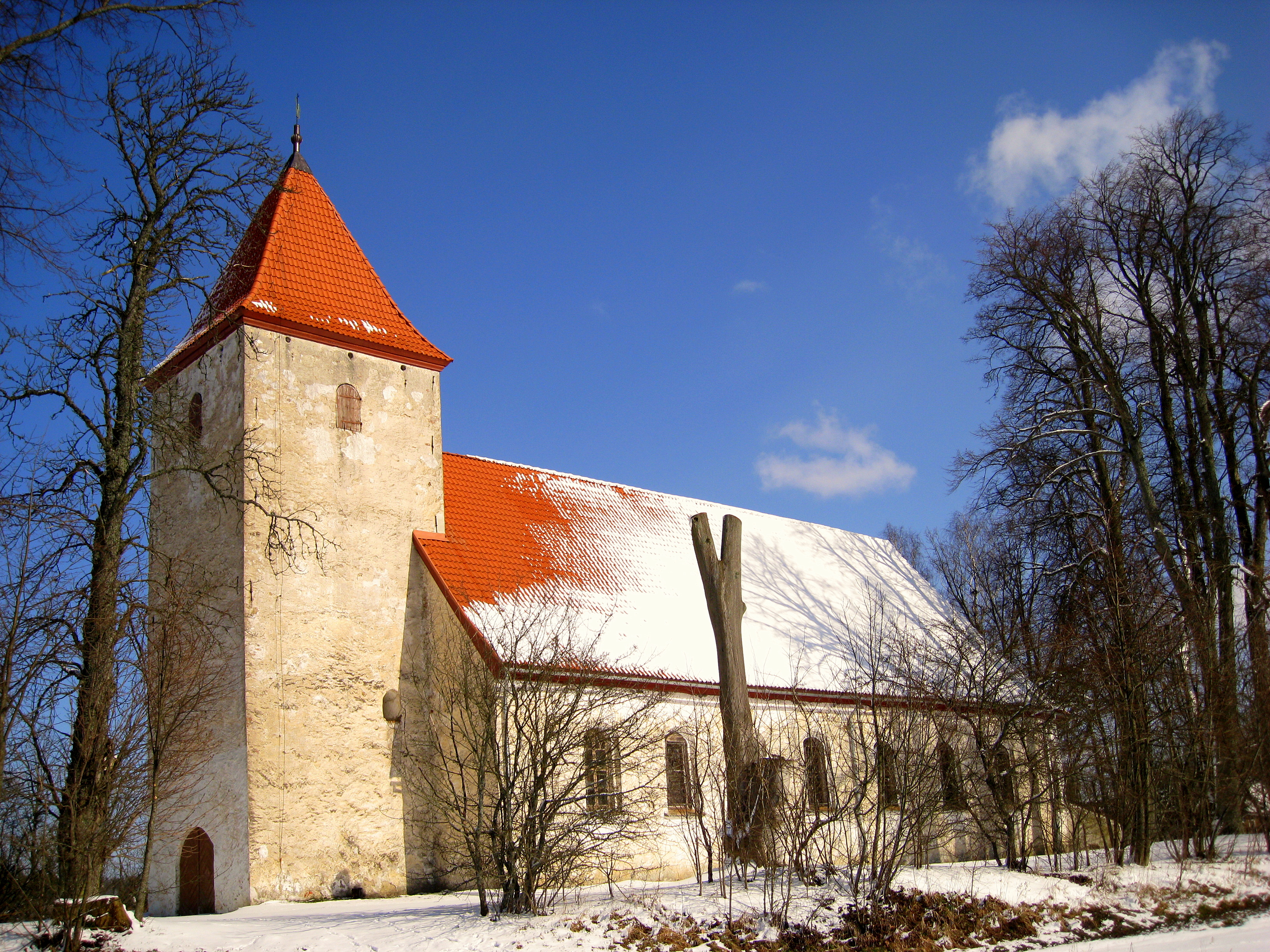
Laidi, Ortsteil Valtaiķi: Evangelisch-lutherische Kirche, erbaut 1792
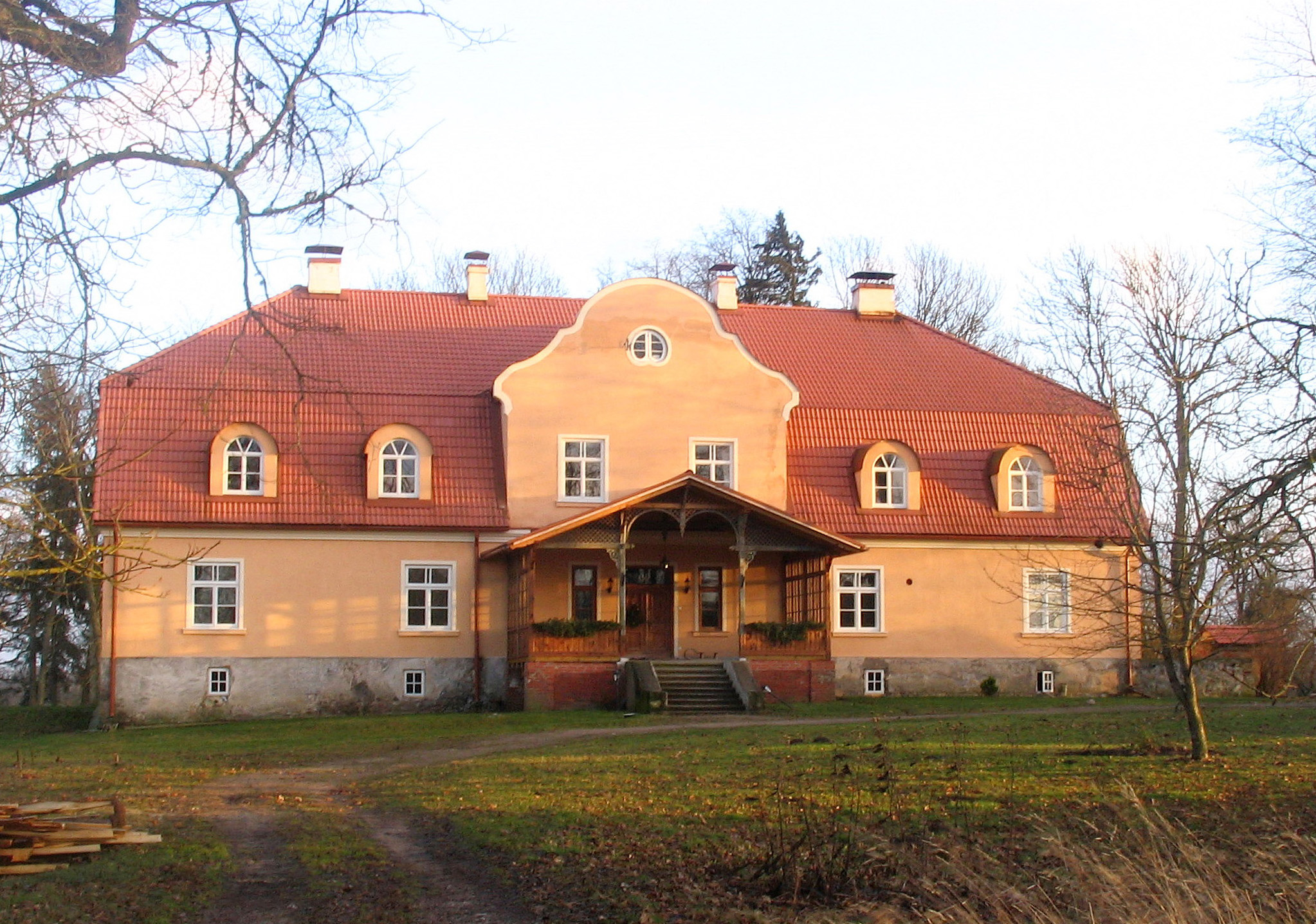
Maras (Gemeinde Turlava): Herrenhaus Marren
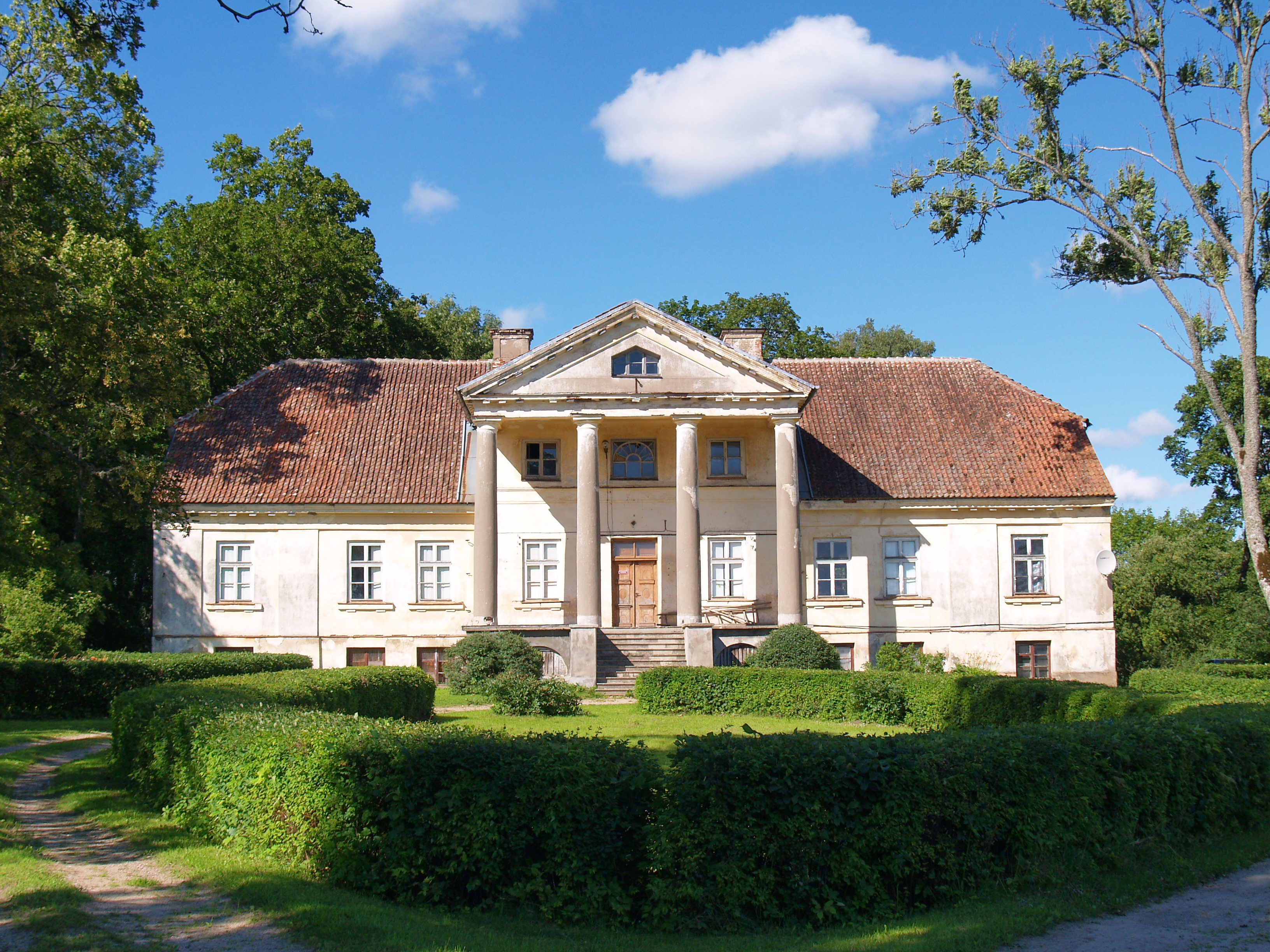
Padure: Herrenhaus, erbaut nach 1837
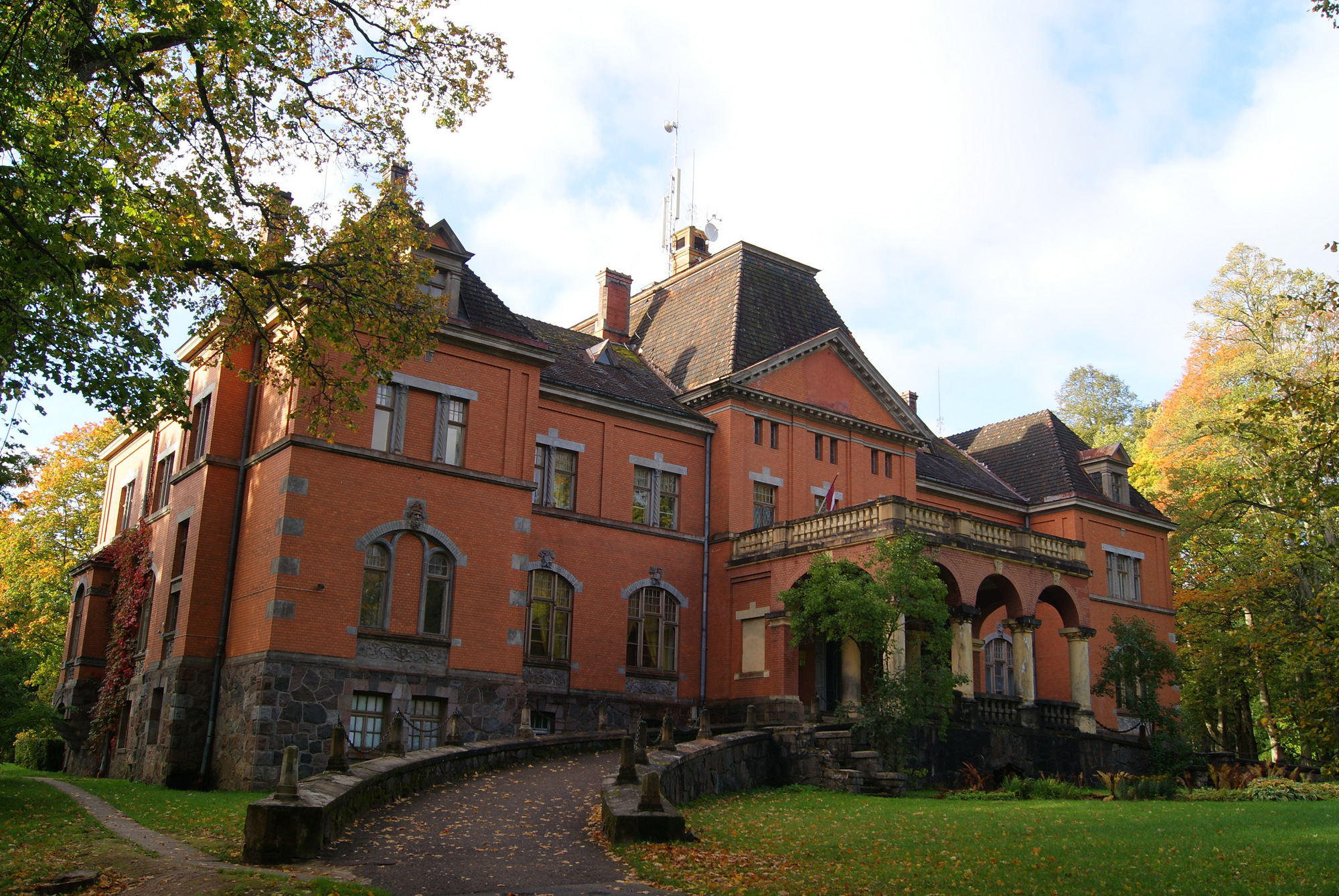
Pelči: Schloss Pelzen, erbaut von 1903 bis 1904, Architekt Wilhelm Neumann
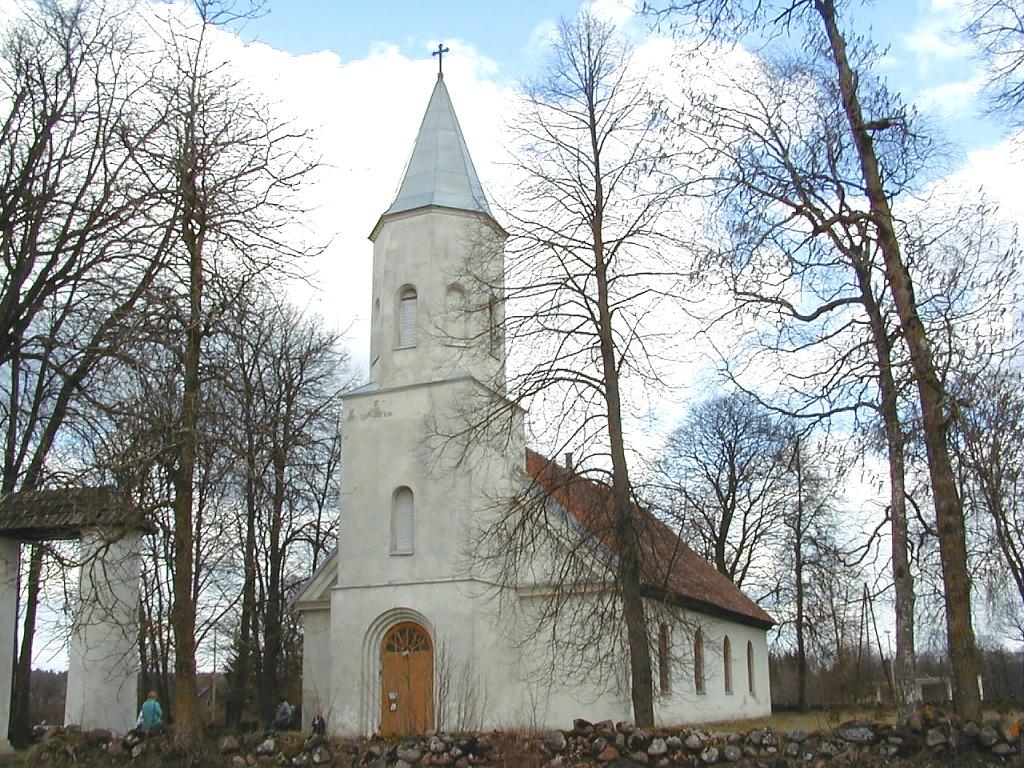
Renda: Evangelisch-lutherische Kirche, von 1750 bis 1786 erbaut, Glockenturm von 1887
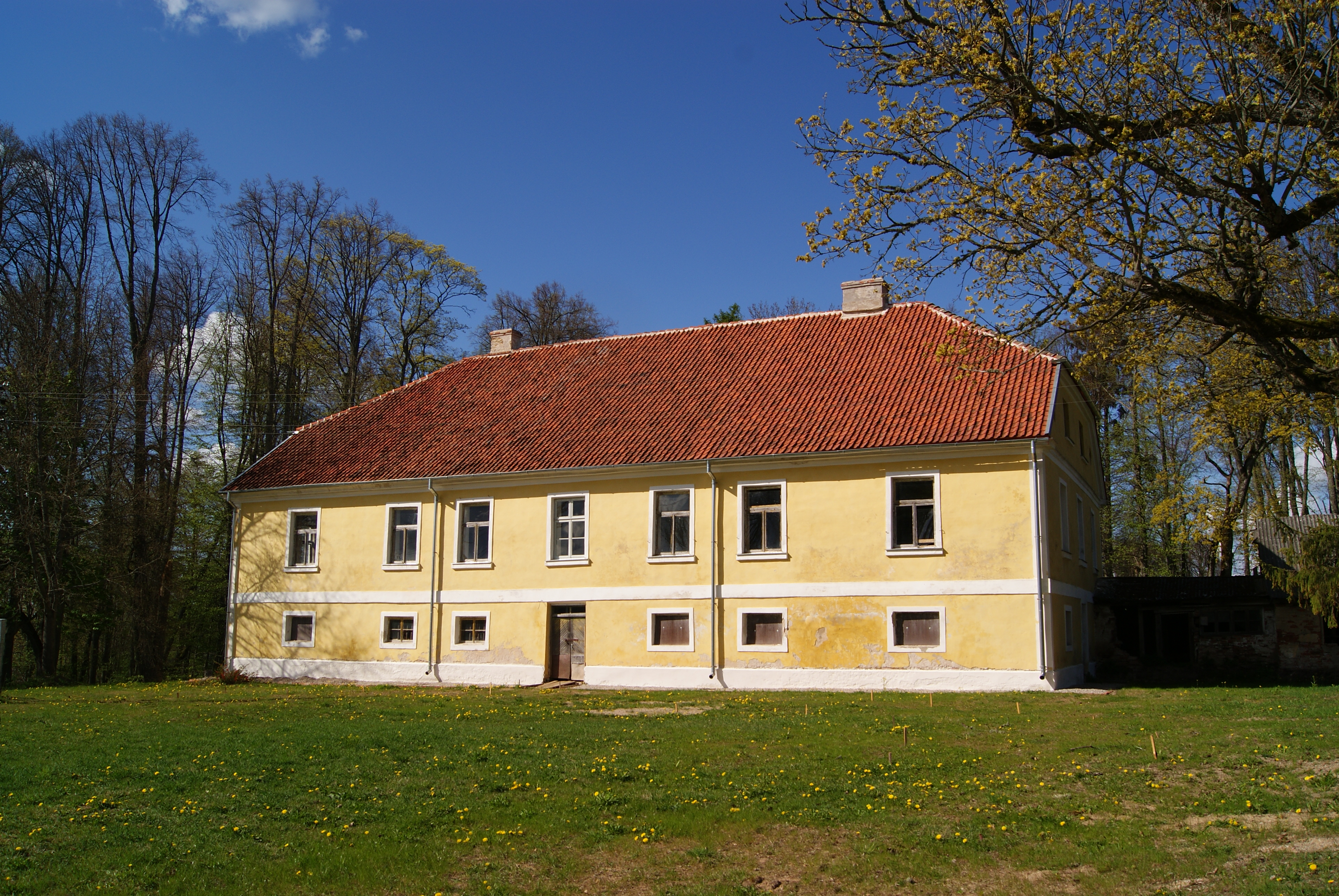
Rude (Gemeinde Laidi): Herrenhaus Rudden, erbaut um 1830
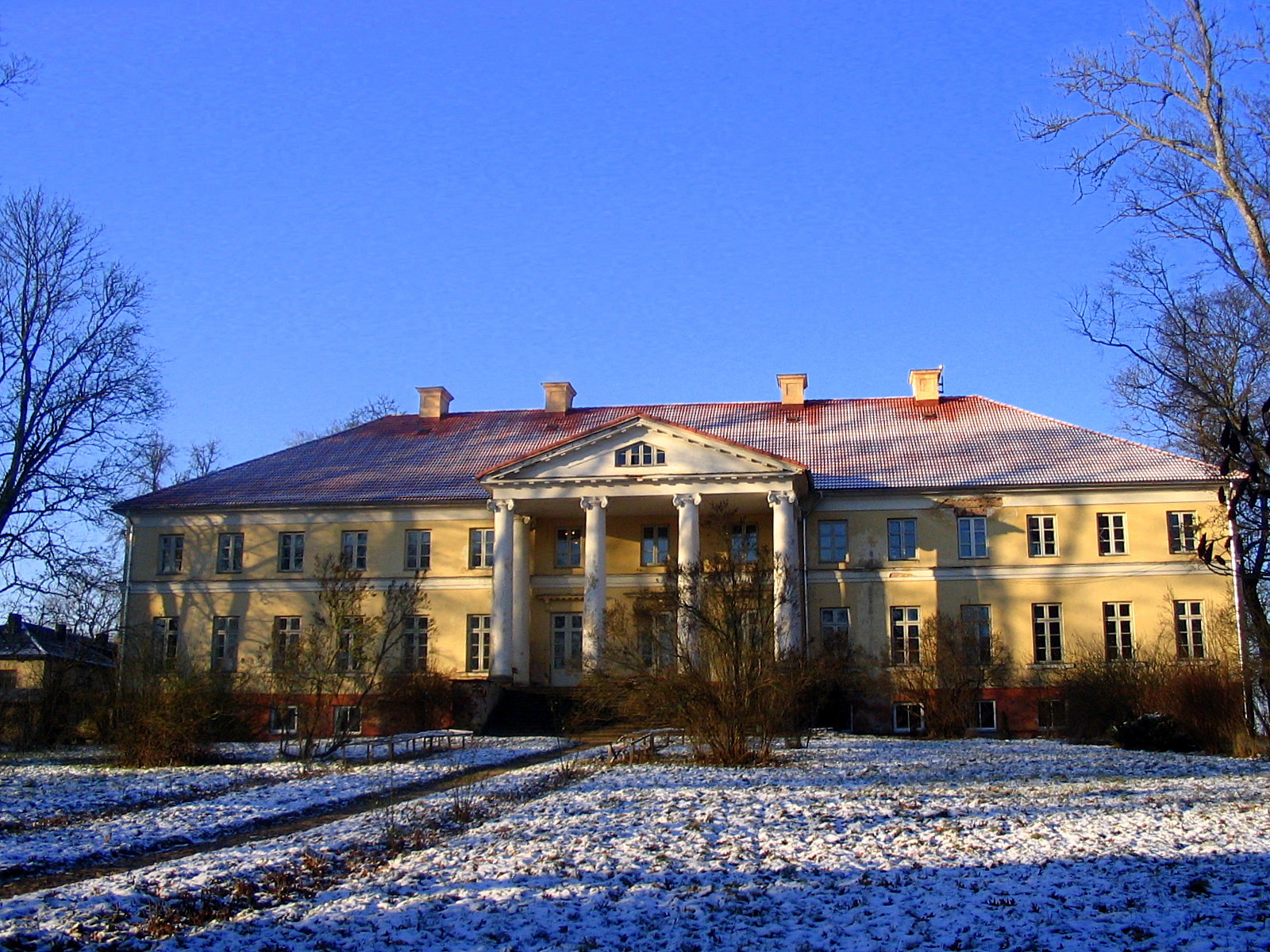
Snēpele: Herrenhaus Schnepeln, erbaut Anfang des 19. Jahrhunderts
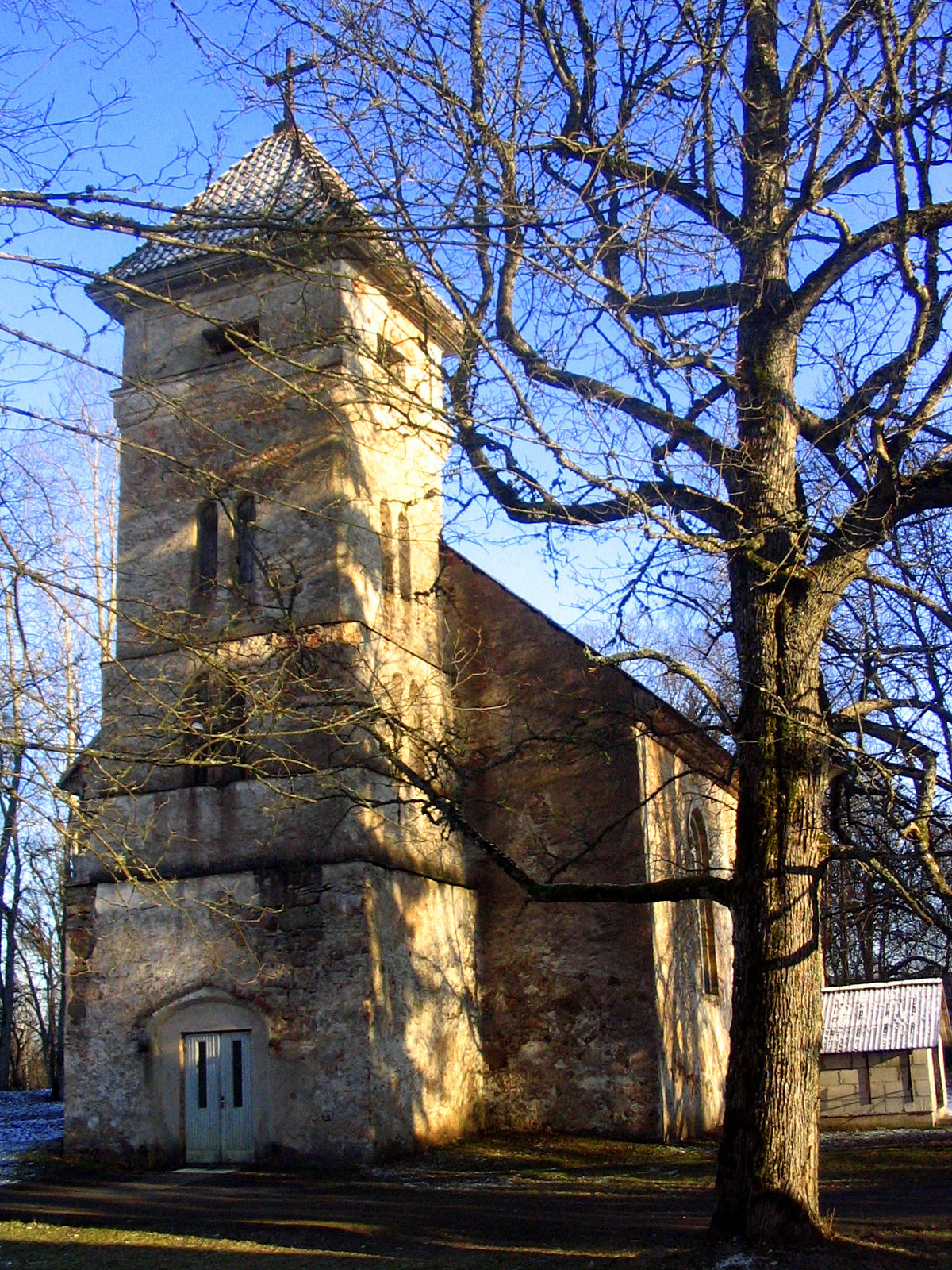
Snēpele: Evangelisch-Lutherische Kirche, erbaut im 17. Jahrhundert
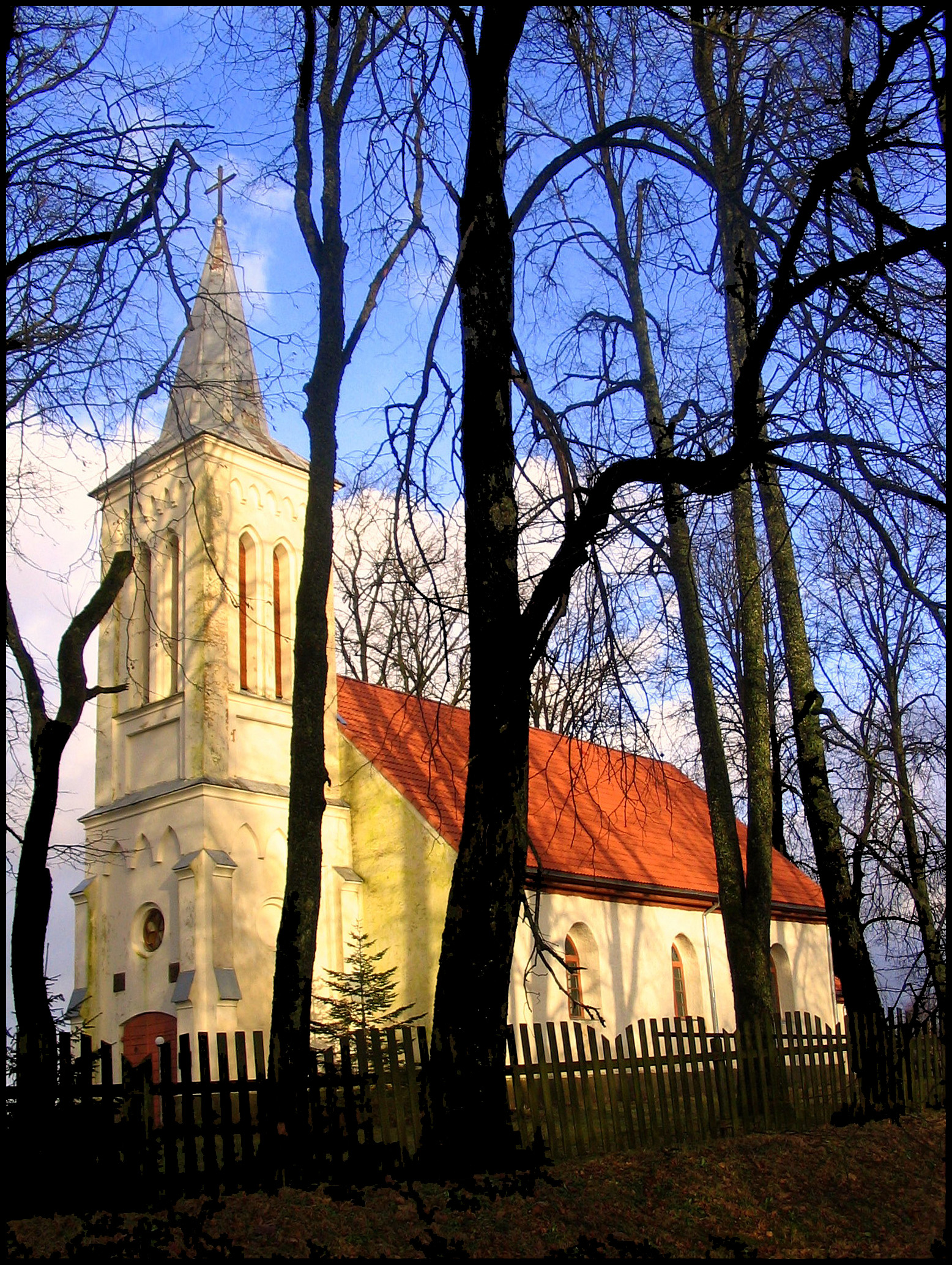
Turlava: Evangelisch-lutherische Kirche von Lipaiķi, erbaut 1567
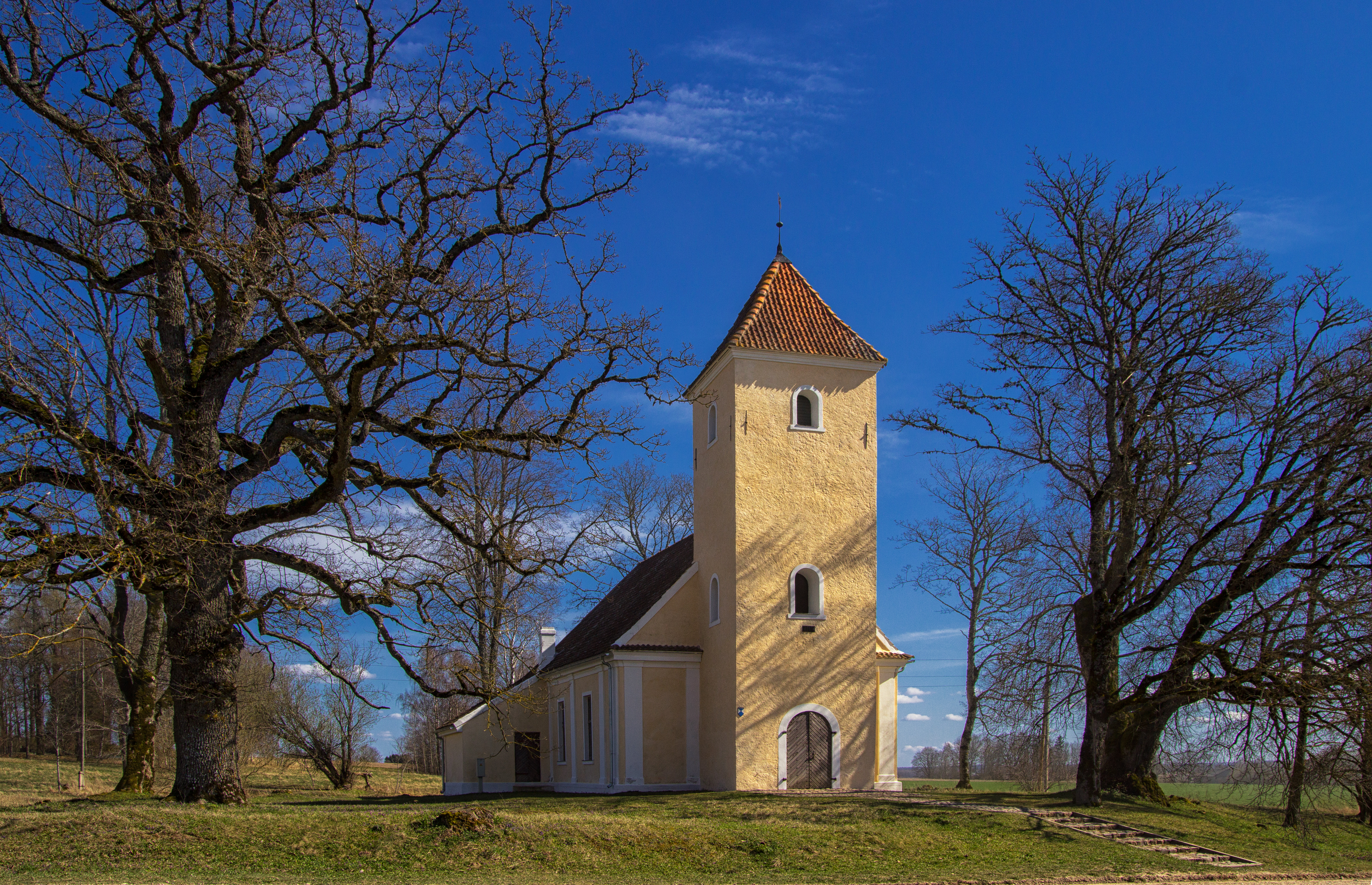
Turlava, Ortsteil Klostere: Evangelisch-lutherische Kirche St. Peter, erbaut von 1906 bis 1908
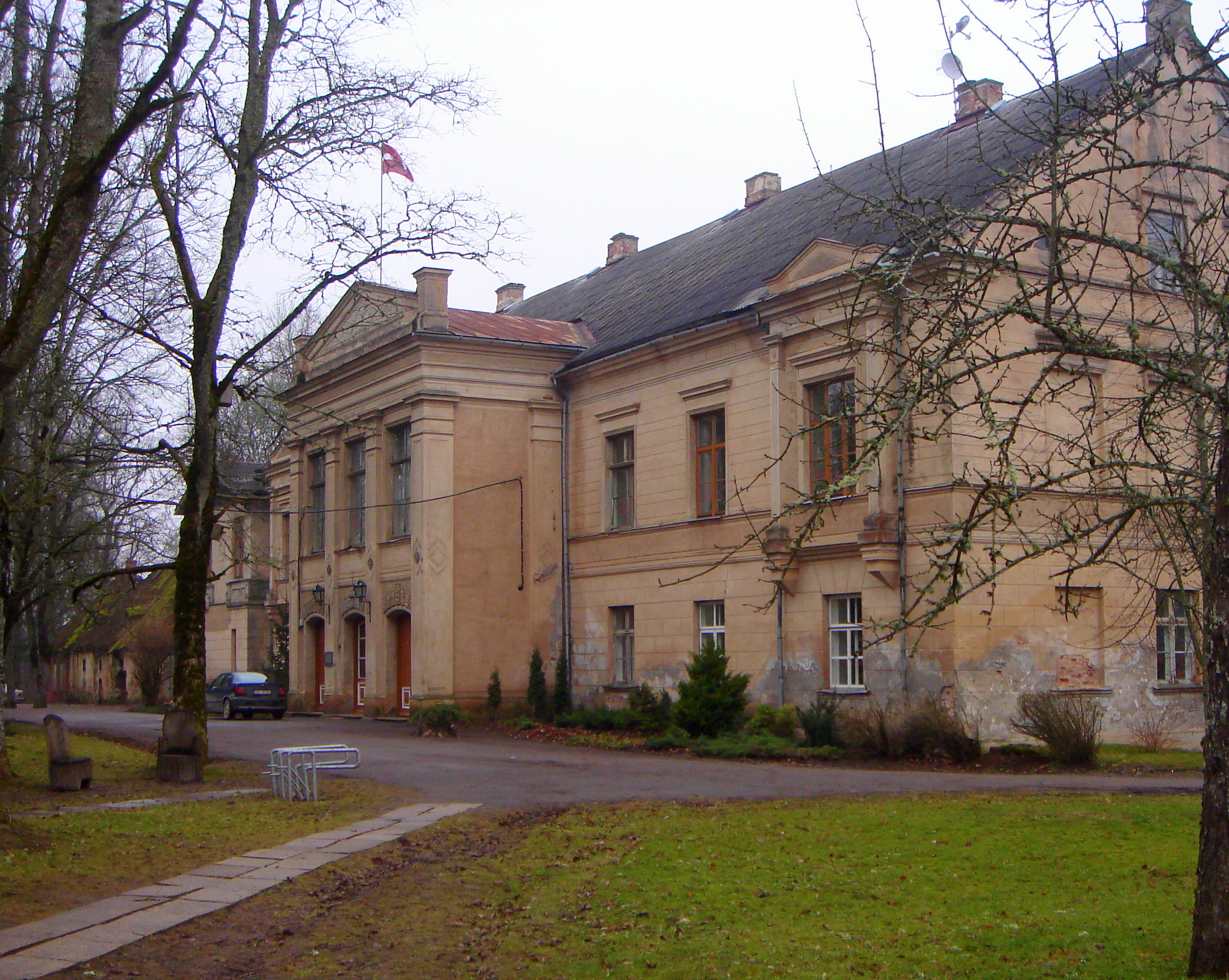
Vārme: Herrenhaus Wormen, erbaut im 19. Jahrhundert
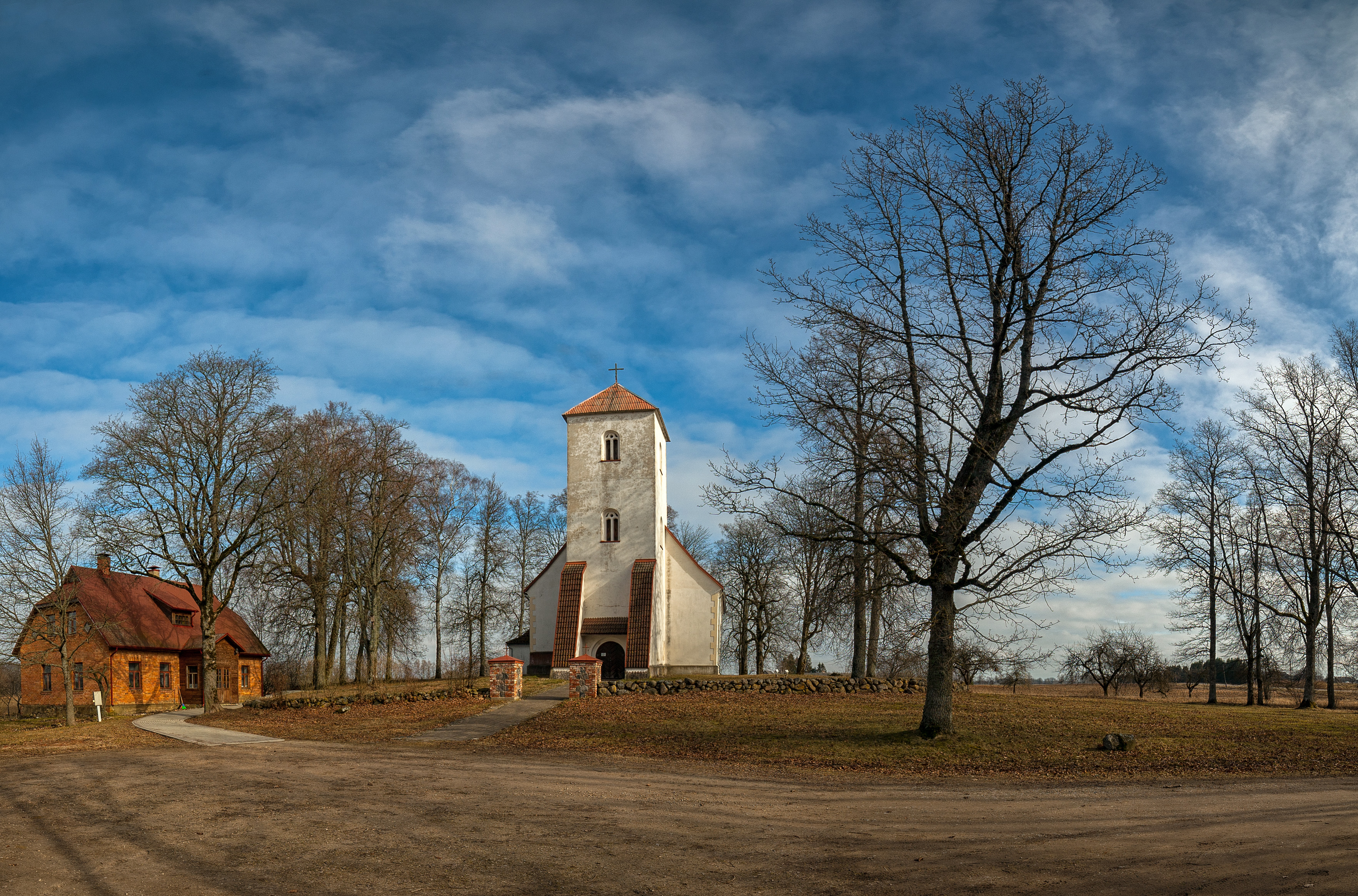
Vārme, Ortsteil Vecvārme: Evangelisch-lutherische St.-Michael-Kirche, erbaut von 1661 bis 1663

## Nachweise
1. ↑  1. Juli 2014 lettisches Einwohnermeldeamt
2. ↑  Vides aizsardzības un reģionālās attīstības ministrija (Ministerium für Naturschutz und Regionalentwicklung), Karten und Auflistung der Verwaltungseinheiten, abgerufen am 17. Juli 2021
3. ↑  https://gutsdorf.de/immobilien/lettland/gutshaus-rudden/